# BRIT Awards/International Breakthrough Act
Der BRIT Award for International breakthrough Act wurde erstmals bei den BPI Awards 1988 von der British Phonographic Industry (BPI) verliehen. Es handelte sich um einen Preis, der an internationale Newcomer vergeben wurde. Der Preis wurde das letzte Mal bei den BRIT Awards 2012 vergeben.
Die Gewinner und Nominierten werden von einem Komitee bestehend aus über eintausend Mitgliedern gewählt. Das Wahlkomitee besteht aus verschiedenen Mitarbeitern von Plattenfirmen und Musikzeitschriften, Managern und Agenten, Angehörigen der Medien sowie vergangenen Gewinnern und Nominierten.

## Übersicht
| Jahr | Gewinner             | Nominierungen                                                                                      |
| ---- | -------------------- | -------------------------------------------------------------------------------------------------- |
| 1988 | Terence Trent D’Arby | - Beastie Boys - Bruce Willis - LL Cool J - Los Lobos                                              |
| 1989 | Tracy Chapman        | - Belinda Carlisle - Enya - Michelle Shocked - Salt-N-Pepa                                         |
| 1990 | Neneh Cherry         | - Bobby Brown - De La Soul - Guns N’ Roses - Paula Abdul                                           |
| 1991 | MC Hammer            | - Deee-Lite - Maria McKee - Mariah Carey - Wilson Phillips                                         |
| 1992 | P.M. Dawn            | - Chris Isaak - Color Me Badd - Extreme - Harry Connick Jr. - Jellyfish                            |
| 1993 | Nirvana              | - Arrested Development - Boyz II Men - Curtis Stigers - Tori Amos                                  |
| 1994 | Björk                | - 4 Non Blondes - Rage Against the Machine - Spin Doctors - SWV                                    |
| 1995 | Lisa Loeb            | - Carleen Anderson - Counting Crows - Marcella Detroit - Warren G                                  |
| 1996 | Alanis Morissette    | - Boyzone - Foo Fighters - Garbage - Tina Arena                                                    |
| 1997 | Robert Miles         | - Fun Lovin’ Criminals - Joan Osborne - The Presidents of the United States of America - Tony Rich |
| 1998 | Eels                 | - Daft Punk - Erykah Badu - Hanson - No Doubt                                                      |
| 1999 | Natalie Imbruglia    | - Air - B*Witched - Eagle-Eye Cherry - Savage Garden                                               |
| 2000 | Macy Gray            | - Britney Spears - Eminem - Jennifer Lopez - Semisonic                                             |
| 2001 | Kelis                | - Jill Scott - Lene Marlin - Pink - Westlife                                                       |
| 2002 | The Strokes          | - Anastacia - The Avalanches - Linkin Park - Nelly Furtado                                         |
| 2003 | Norah Jones          | - Avril Lavigne - Nickelback - Shakira - The White Stripes                                         |
| 2004 | 50 Cent              | - Evanescence - Kings of Leon - Sean Paul - The Thrills                                            |
| 2005 | Scissor Sisters      | - Jet - Kanye West - The Killers - Maroon 5                                                        |
| 2006 | Jack Johnson         | - Arcade Fire - Daniel Powter - John Legend - The Pussycat Dolls                                   |
| 2007 | Orson                | - Gnarls Barkley - The Raconteurs - Ray LaMontagne - Wolfmother                                    |
| 2008 | nicht vergeben       | nicht vergeben                                                                                     |
| 2009 | nicht vergeben       | nicht vergeben                                                                                     |
| 2010 | Lady Gaga            | - Animal Collective - Daniel Merriweather - Empire of the Sun - Taylor Swift                       |
| 2011 | Justin Bieber        | - Bruno Mars - Glee Cast - The National - The Temper Trap                                          |
| 2012 | Lana Del Rey         | - Aloe Blacc - Bon Iver - Foster the People - Nicki Minaj                                          |